# Конан Мериадок
Конан Мериадок (Кинан Мериадок; валл. Cynan Meiriadog; корн. Conan Meriadoc; умер в 395 году) — сын правителя Эвиаса Герайнта ап Эйнуда.

## Биография
Конан женился на Урсуле, дочери Динода Думнонийского.
Конан Мериадок сначала был соперником Магна Максима, который стал Верховным королём Британии. Позднее сдружившись с Максимом, Конан смог получить полуостров Арморику, где вскоре образовалось государство Арморика. Возможно, Конан участвовал в походе на Рим вместе с Магном Максимом.
Конан женился во второй раз на Дарерке, сестре Святого Патрика.
В 395 году Конан умер. В Думнонии стал править Гадеон, а в Арморике Градлон.

### Ранние сведения
Самое раннее неоспоримое свидетельство, связывающее Конана с основанием в Британии, появляется в Житии святого Гюртьерна, включенном в Картулярий Кемперле, составленный между 1118 и 1127 годами. В этом тексте происхождение Гуртьерна прослеживается от предка Бели Мавра, который был сыном Утама Сениса (Утама Старого), человека, известного в более поздних источниках как Эйдаф Старый (Октавиус). У него рождается еще один сын, Кинан (староваллийское написание имени Конан), который, как говорят, был основателем Бретани. Эта ссылка показывает, что история Конана была известна в Бретани сравнительно рано, но некоторые данные позволяют предположить, что она была импортирована из Уэльса. Составитель текста Гурхеден говорит, что его источником информации был некий «Юдаэля, сын Эйдана»; хотя имя Юдаэль/Ител является бриттским именем, известным в Уэльсе и Бретани, а также в Девоне и Корнуолле, гэльское имя Эйдан не засвидетельствовано в ранней Бретани, но известно в Уэльсе. Кроме того, генеалогия Гуртьерна во многом соответствует происхождению, приписываемому в других местах валлийскому святому Кадоку, что еще раз предполагает валлийское происхождение.
Конан Мериадок также появляется в прологе к латинскому «Житию святого Гоэзновия», хотя дата этого текста оспаривается. Пролог, единственная сохранившаяся часть произведения, сохранился в копии французского историка Пьера Ле Бо (умер в 1505 г.), но содержит отрывок, утверждающий, что он был первоначально написан в 1019 г. неким Гийомом, слугой епископа Эдо. Эту дату защищают Гвенаэль Ледюк и Леон Флерио. Однако Юбер Гильотель утверждает, что текст датируется серединой 12 века.
Есть свидетельства того, что Конан Мериадок фигурировал в британской пророческой традиции как мессианский спаситель, который вернется, чтобы возглавить свой народ в трудную минуту. Кинан появляется в нескольких пророческих поэмах, в первую очередь в «Армес Придейн», где он упоминается наряду с Кадваладром как фигура, возвращение которой обещан. Джеффри Монмутский, чье знание этой традиции проявляется как в Historia Regum Britanniae, так и в Vita Merlini, конкретно отождествлял этого Кинана с Конаном Мериадоком. Рэйчел (Бромвич) предполагает, что Джеффри опирался на более старую традицию, отождествляющую основателя Бретани с пророческим Кинаном, и утверждает, что это отождествление сделано уже в «Армесе Придейне». В то время, когда был составлен Армес Придейн, бретонская знать под предводительством Алана II, герцога Бретани, заключила союз с Этельстаном, королем Англии, перед лицом нападений викингов на их территорию. Хиуэл Дда, тогдашний правитель большей части Уэльса, в то время также установил аналогичные отношения с Этельстаном. Несмотря на это, поэт неоднократно упоминает жителей Ллидо (Бретань) как часть своего предсказанного панкельтского союза, который навсегда вытеснит англичан из Британии. Бромвич читает строку «A chymot Cynan gan y gilyd» («между Кинаном и его собратьями будет согласие») как ссылку на воссоединение бретонцев и их лидера Конана Мериадока с их собратьями-британцами.

### У Джоффри Монмутского и во "Сне Максена Вледига"

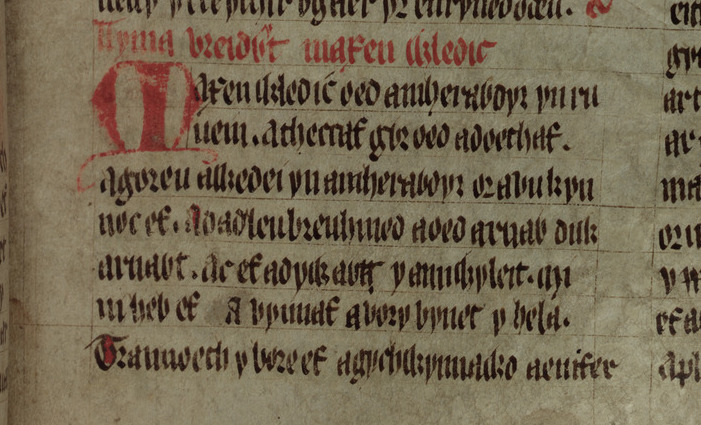
One of the Mabinogion's tales: Сон Максена Вледига; первые строки из Красной книги Хергеста

История Конана засвидетельствована в нескольких средневековых источниках, наиболее существенные версии включены в «Historia Regum Britanniae» Джеффри Монмута и валлийскую сказку, известнуй как «Сон Максена Вледига». Оба они связывают Конана и основание Бретани с историей римского узурпатора Магнуса Максима, хотя в обоих случаях это сильно приукрашено. В Джеффри Конан - племянник Октавиуса, короля британцев (валлийский Эйдаф Старый), и потенциальный наследник престола. Когда вместо этого трон предлагается «Максимиану», версии Магнуса Максимуса Джеффри, Конан сначала выступает против него, но они примиряются после женитьбы Максимиана на дочери Октавиуса. Позже Максимиан возглавляет армии Британии в походе на Рим и быстро завоевывает Арморику, где назначает Конана королем с указанием основать «другую Британию». Он делает это и отражает многочисленные нападения галлов и аквитанцев, а также просит британских жен для своих людей у регента Максимиана Дионота, в чью дочь, святую Урсулу, он, как говорят, был «само страстно влюблен», как это отражено в ее легенде. Позже, когда Максимиан был убит в Риме, его бежавшие войска вернулись в Арморику и присоединились к поселению Конана.
Версия истории, представленная во «Сне Максена Вледига», отличается от версии «Истории» по ряду пунктов. Хотя текст датирован позже Джеффри, он содержит материал старше любой версии. Во «Сне» Конан - сын, а не племянник Эудафа Хена (Октавиус Джеффри) и брат Святой Елены. Максен Вледиг (Магнус Максимус), здесь изображенный как законный римский император, а не узурпатор, видит Элен и ее королевство во сне, ищет ее и женится на ней. В этой версии Конан и его брат Афаон сразу же становятся верными соратниками Максена, позже помогая ему вернуть себе трон Рима. За эту услугу благодарный Максен дает Конану разрешение возглавить свою армию для завоевания любого королевства, которое он пожелает. Конан выбирает Арморику, где убивает всех мужчин и заменяет их своими солдатами. Затем он приказывает вырезать языки всем женщинам, чтобы их речь не испортила речь бриттов; причудливая этимология связывает это событие с валлийским названием Бретани, Ллидо, предположительно от валлийского lled-taw или «полумолчаливый».